# Daniel Sparks
Daniel Sparks, né le 17 avril 1945, à Bloomington, en Indiana, est un ancien joueur et entraîneur américain de basket-ball. Il évolue au poste d'ailier fort.